# Jerkebułan Tunggyszbajew
Jerkebułan Muratuły Tunggyszbajew (ur. 14 stycznia 1995) – kazachski piłkarz, napastnik, zawodnik FK Aksu. Reprezentant Kazachstanu.

## Reprezentacja
W seniorskiej reprezentacji Kazachstanu zadebiutował 11 listopada 2016 roku wchodząc na ostatnie 9 minut przegranego 1:4 spotkania z Danią w ramach eliminacji do Mistrzostw Świata 2018.